# Otto Zarek
Œuvres principales
Moses Mendelssohn (1936)
Otto Zarek, né le 20 février 1898 à Berlin en Allemagne et mort le 21 août 1958 dans la même ville, est un écrivain allemand.

## Biographie
Avec l'arrivée des Nazis au pouvoir, Otto Zarek s'exile en Hongrie, puis en 1938 au Royaume-Uni. En 1954, il revient vivre en Allemagne, dans sa ville natale, Berlin.

## Ouvrages
- 1932, Theater um Maria Thul, roman, Vienne, Paul Zsolnay Verlag
- 1935, Ludwig II. von Bayern: das Leben eines tragischen Schwärmers, Vienne, E. P. Tal Verlag; parution en anglais, Londres 1938 et New York 1939.
- 1936, Moses Mendelssohn, biographie, Amsterdam, Querido Verlag
- 1944, The Quakers, essai, Londres, Dakers

## Sources
- (de) Wilhelm Sternfeld, Eva Tiedemann, 1970, Deutsche Exil-Litteratur 1933-1945 deuxième édition augmentée, Heidelberg, Verlag Lambert Schneider.